# Głuszyca (stad)
Głuszyca (Duits: Wüstegiersdorf) is een stad in het Poolse woiwodschap Neder-Silezië, gelegen in de powiat Wałbrzyski. De oppervlakte bedraagt 16,2 km², het inwonertal 7083 (2005).